# Celadio de Alejandría
Celadio, Celadión o Cladiano (en griego Keladionus), según menciona Eusebio de Cesarea, en su Historia Eclesiástica, fue el noveno obispo, patriarca de Alejandría y Papa de la Sede de San Marcos entre los años 152 a 166.
Sabio y virtuoso en su vida, sucedió al papa Marcos II de Alejandría después de su muerte el octavo día de Tubah, el 16 de enero del 152 y continuó enseñando, predicando y mejorando la vida de su gente.
Murió en Alejandría durante el reinado de Aurelio y Lucio Vero, el 9 de Epip (16 de julio), en el año 166. Fue envuelto y sepultado con sus padres, los patriarcas, junto a los restos de San Marcos en la iglesia de Bucalis. Celadio es venerado como santo por la Iglesia copta.